# Onofre Vaquer i Bennàssar
Onofre Vaquer i Bennàssar (Felanitx, 1948) és un historiador mallorquí. Obtingué el premi extraordinari de llicenciatura i de doctorat. Ha estat catedràtic d'institut i professor associat de la Universitat de les Illes Balears. Ha rebut el premi Ciutat de Palma d'investigació (1983) i el premi Ciutat de Manacor d'investigació (1977). Ha realitzar 29 publicacions a congressos i publicat 26 articles a revistes especialitzades. Destaquen els seus estudis sobre demografia, immigrants, esclaus i comerç marítim.

## Obra
- Història de Campos. Campos: Ajuntament, 1977. Coautor amb Ramon Rosselló i J. Vidal.
- Aspectes socioeconòmics de Manacor al segle XVI. Palma: Moll, 1978. 150 pp.
- La sexualitat a Mallorca. Documents històrics. Palma: autor, 1987. 56 pp.
- Una sociedad del Antiguo Régimen: Felanitx y Mallorca en el siglo XVI. [3]. 2 vols. Palma: autor, 1987-1988. Tesi doctoral. 990 pàgines.
- Història de Manacor. El segle XVI. Manacor: Ajuntament, 1991. Coautor amb Ramon Rosselló. 194 pp.
- ¿Dónde nació Cristóbal Colón?. Palma: El Tall, 1991. 90 pp.
- Història de Sencelles i Costitx, 1229-1600. Palma: Conselleria de Cultura del Govern Balear, 1993. Coautor amb Ramon Rosselló. 205 pp.
- L’esclavitud a Mallorca. 1448-1500. [7] Palma: Institut d’Estudis Baleàrics-CIM, 1997. 248 pp.
- El comerç marítim de Mallorca (1448-1531). Presentació d'Alberto Tenenti. Palma: El Tall Editorial, 2001. 455 pàgines.
- Propietats i propietaris a Felanitx durant el regnat de Felip II. Felanitx: Ajuntament, 2002. 109 pp.
- El comerç marítim de Mallorca a la segona meitat del segle XVI. Palma: El Tall Editorial, 2007. 470 pp.
- L’origen dels mallorquins. Palma: El Tall, 2008. 107 pp.
- Mites i tòpics de la història d’Espanya i de Mallorca. Palma: El Tall, 2010. 211 pp.
- Captius i renegats al segle XVII. Mallorquins captius a Barbaria. Renegats davant la Inquisició de Mallorca. Palma: El Tall, 2014. 255 pp.
- El comerç marítim de Mallorca a la primera meitat del segle XVII. Palma: EL Tall, 2017. Presentacions de Carlos Martínez Shaw, Antonio-Miguel Bernal i María de los Ángeles Pérez Samper.
- Cristóbal Colón. De los enigmas a las certezas. Madrid: Europa Ediciones, 2020. 400 pp. Pròleg de Carlos Martínez Shaw.

web: www.llinatgesdemallorca.com